# 马道头乡
马道头乡，是中华人民共和国山西省大同市左云县下辖的一个乡镇级行政单位。

## 行政区划
马道头乡下辖以下地区：
马道头村、潘家窑村、铁底村、鹊儿岭村、辛堡子村、高庙村、红沟子村、郭家坪村、且坡村、大堡村、曹家堡村、上石岔村、下石岔村、段家沟村、南辛窑村、杜家沟村、石厂村、庄家店村、四十里庄村、黄家店村、铺龙湾村、施家窑村、雨安庄村和元坪村。